# トムとジェリー ショート
トムとジェリー ショート（Tom and Jerry Special Shorts）は短編アニメーション映画シリーズ「トムとジェリー」を基にしたアメリカ合衆国のアニメ。
2021年2月20日にHBO Maxで公開された。
日本では2021年11月3日にカートゥーン ネットワークで放送された。
本作は「トムとジェリー ショー」等と違い、「ルーニー・テューンズ・カートゥーンズ」の様に短編アニメーション映画時代の画風を意識している。

## 各話一覧
| # | サブタイトル             | 配信日        |
| - | ------------------------ | ------------- |
| 1 | On a Roll                | 2021年2月20日 |
| 2 | The House That Cat Built | 2021年2月20日 |

## キャスト
| 役名         | 声優                                          |
| ------------ | --------------------------------------------- |
| トム         | ウィリアム・ハンナ                            |
| ジェリー     | ウィリアム・ハンナ アンドリュー・ディックマン |
| 寿司屋の店主 | キーオン・ヤング                              |

なお、日本では原語版のままで公開された。